# Edgar Allan Poe Museum

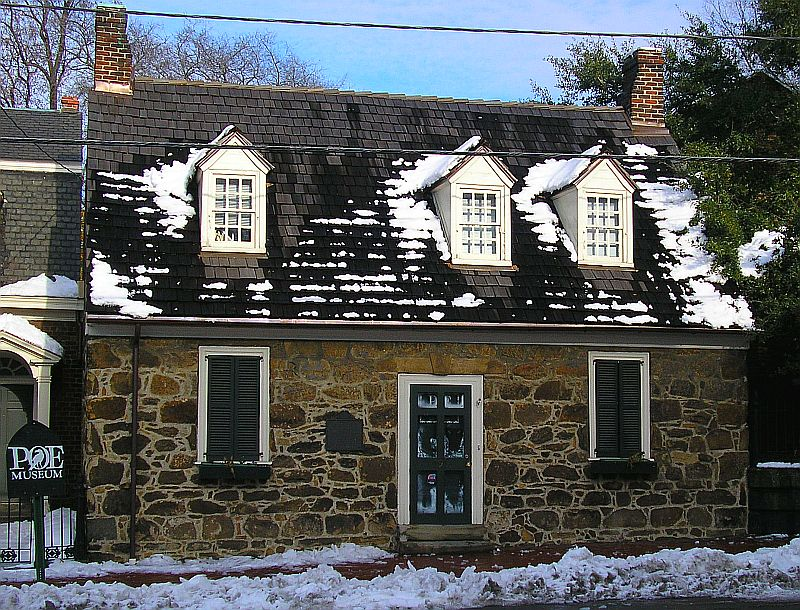
Das Edgar Allan Poe Museum in Richmond, Dezember 2009

Das Edgar Allan Poe Museum in Richmond, Virginia ist ein Literaturmuseum für den US-amerikanischen Schriftsteller Edgar Allan Poe. Es erinnert an die vielen Jahre, die Poe in Richmond lebte, pflegt sein Andenken und widmet sich der Rezeption und Erforschung seines Lebens und Werks.
Das Museum besitzt eine der umfangreichsten Sammlungen von Manuskripten und Briefen Poes, zahlreiche Erstausgaben seiner Werke, Bilder, Fotos, Illustrationen sowie Erinnerungsstücke aus dem persönlichen Nachlass des Autors und seiner Familie. Darüber hinaus dokumentiert das Museum Alltagsleben und Geschichte Richmonds in der ersten Hälfte des 19. Jahrhunderts.

## Geschichte des Museums
Das Grundstück, auf dem sich das Museum befindet, gehörte bereits 1742 dem deutschstämmigen Silberschmied Jacob Ege. Dendrochronologische Untersuchungen haben ergeben, dass das Haus – das älteste in Richmond erhaltene Gebäude – 1754 erbaut wurde. Samuel Ege, der Sohn von Jacob Ege, wurde 1782 in einem Steuerverzeichnis als Eigentümer des Hauses geführt. Als 1824 der Marquis de La Fayette nach Richmond – dem Ort eines seiner großen Erfolge als General im Amerikanischen Unabhängigkeitskrieg – zurückkehrte, wurde seine Kutsche von einer Einheit junger Freiwilliger, den Junior Morgan Riflemen, begleitet. Einer der Riflemen, der 15-jährige Edgar Allan Poe, war als Ehrengarde vor dem Haus der Eges stationiert, als La Fayette es besuchte. Das Haus war bis 1911 in Besitz der Familie Ege.
Angeregt durch den 100. Geburtstag Poes 1909 setzte sich eine Gruppe von Einwohnern Richmonds dafür ein, Poe in der Stadt öffentlich zu ehren. Der Vorschlag, Poe auf der Monument Avenue – einer Prachtstraße mit den Denkmälern von Robert E. Lee, Jeb Stuart, Jefferson Davis und anderen Vertretern der Südstaaten – mit einem Denkmal zu ehren, wurde von der Stadt jedoch abgelehnt, da Poe als zu anrüchig galt. In der Folge entstand die Initiative, ein Poe Museum zu gründen. 1911 erwarb die Association for the Preservation of Virginia Antiquities das Haus.
Das Museum befindet sich im historischen Zentrum von Richmond und unweit von Poes Wohnungen und seiner ersten Arbeitsstätte, dem Southern Literary Messenger (die Gebäude existieren allesamt nicht mehr). Das Grab seiner Mutter Eliza Poe auf dem Friedhof der St John’s Church befindet sich ebenfalls in der näheren Umgebung wie auch das Wohnhaus seiner Jugendliebe und späteren Verlobten Elmira Shelton (geb. Royster).
Anfangs hieß das Museum „Edgar Allan Poe Shrine“. Die Eröffnung wurde am 7. Oktober 1921 wie folgt angekündigt:
 Heute (…), am zweiundsiebzigsten Todestag des Dichters, wurde der Edgar Allan Poe Shrine fertiggestellt. Die anfänglichen Kosten betrugen etwa 20.000 $. Sollte der Dichter weltlichen Dingen noch folgen, so würde er sich darüber freuen, dass endlich seinem Angedenken ein dauerhaftes wie angemessenes Denkmal gesetzt wurde.

## Sammlung
Das Poe Museum besteht aus vier Gebäuden. Die Ausstellungsgegenstände beleuchten unterschiedliche Aspekte zu Leben, Werk und Wirkung von Edgar Allan Poe. In der Wohnstube des Vorderhauses sind Möbel aus Häusern zu sehen, die Poe und seine Schwester Rosalie bewohnten.
In einem weiteren Gebäude befindet sich ein fünfeinhalb Meter langes Modell von Richmond, das die Stadt so zeigt, wie sie zu Poes Zeit aussah. Weiter ist hier Poes Kinderbett zu sehen sowie Möbel aus dem Haus seiner Zieheltern. Im Elizabeth Arnold Poe Memorial Building sind zahlreiche frühe und Erstausgaben von Werken Poes ausgestellt, darunter ein aus dem Jahr 1845 stammender Druck seines berühmtesten Gedichts Der Rabe und eines von nur zwölf erhaltenen Exemplaren von Poes erstem Gedichtband Tamerlane and Other Poems. Gezeigt werden außerdem eine Weste Poes, ein Reisekoffer und Spazierstock aus seinem Besitz sowie eine Locke seines Haars. Weiter sind Manuskripte, Daguerreotypien und Porträts von Poe zu sehen. Das „Exhibit Building“, das vierte Gebäude des Museums, wird für Wechselausstellungen genutzt, die sich u. a. mit Poes Wirkung und seinem Weiterleben in der Populärkultur auseinandersetzen.
Im Innenhof zwischen den Gebäuden befindet sich ein Garten, dessen Gestaltung angeregt wurde von Poes Gedicht To One in Paradise. Hier finden regelmäßig Eheschließungen statt.